# Danh sách thiết bị Windows Phone
Danh sách thiết bị Windows Phone có thể nhắc tới:
- Danh sách thiết bị Windows Phone 7
- Danh sách thiết bị Windows Phone 8
- Danh sách thiết bị Windows Phone 8.1